# Kyselina umbelová
Kyselina umbelová (2,4-dihydroxyskořicová kyselina) je karboxylová kyselina, derivát kyseliny skořicové.
Tato kyselina je meziproduktem v biosyntéze fenylpropanoidu umbeliferonu a sama je vytvářena z L-fenylalaninu, který je zase syntetizován z kyseliny šikimové. Fenylalanin se přemění na kyselinu skořicovou, ta je následně trans-cinnamát 4-monooxygenázou hydroxylována na kyselinu 4-kumarovou, která je opět hydroxylována za vzniku 2,4-dihydroxyskořicové kyseliny, následně dojde k rotaci dvojné vazby sousedící s karboxylovou skupinou, následně se kruh uzavře a vytvoří lakton umbeliferon.
  {\displaystyle {\xrightarrow {PAL}}}  {\displaystyle {\xrightarrow {C4H}}}  {\displaystyle {\xrightarrow {C2H}}}  {\displaystyle \longrightarrow } 